# Crimen en hotel alojamiento
Crimen en hotel alojamiento es una película cómica argentina estrenada el 14 de marzo de 1974 dirigida por Leo Fleider sobre guion de Diego Santillán y protagonizada, entre otros, por Norma Pons, Alberto Fernández de Rosa, Nelly Beltrán, Mimí Pons, Ricardo Morán, Cristina Lemercier, Oscar Orlegui y Catalina Speroni.

## Sinopsis
Todo transcurre en un famoso hotel alojamiento donde se contarán diferentes historias con diferentes protagonistas con algo en común: el sexo. Las situaciones tragicómicas no se hacen esperar, hasta que un asalto en el mismo albergue transitorio creará problemas entre las parejas.

## Elenco
Colaboraron en el filme los siguientes actores:
- Norma Pons
- Alberto Fernández de Rosa
- Catalina Speroni
- Nelly Beltrán
- Mimí Pons
- Ricardo Morán
- Cristina Lemercier
- Oscar Orlegui
- Héctor Biuchet
- Augusto Codecá
- Marta Ecco
- Osvaldo Canónico
- Elvira Porcel
- Triki
- Ovidio Fuentes[2]